# Hưng Yên
Hưng Yên es una ciudad en el delta del río Rojo, en el norte de Vietnam. Es la antigua capital de la provincia de Hưng Yên y ocupa el tercer lugar en la clasificación urbana de Vietnam.

## Historia
La ciudad de Hưng Yên fue originalmente la expansión de Phố Hiến (Calle Hiến), un puerto fluvial que apareció por primera vez en el siglo XVI.
Phố Hiến se ubicaba donde tenía lugar el gobierno de la guarnición de Sơn Nam. Sin embargo, su área era relativamente pequeña. Solo constaba en una autoridad pública, el Templo Literario Xích Đằng y algunos mercados. Durante varios siglos, esta ubicación fue una puerta de entrada importante de la plataforma comercial en Đông Kinh.
No fue hasta que los franceses establecieron un régimen protector que Phố Hiến se expandió a la ciudad de Hưng Yên (thị xã Hưng Yên).

## Geografía
Según el anuario estadístico de 2021 de toda la provincia de Hưng Yên, la ciudad de Hưng Yên tiene una superficie de 73.89 km². Actualmente, se divide de la siguiente manera:
- 6 distritos: An Tảo, Hiến Nam, Hồng Châu, Lam Sơn, Lê Lợi, Minh Khai.
- 12 comunas: Bảo Khê, Hoàng Hanh, Hùng Cường, Liên Phương, Phú Cường, Phương Nam, Quảng Châu, Tân Hưng, Trung Nghĩa.

Hưng Yên es un municipio deltaico. La ciudad de Hưng Yên es prácticamente plana, con una pendiente pronunciada de noreste a suroeste. Se encuentra en el extremo sur de la provincia de Hưng Yên, junto al río Rojo, a unos 60 km de Hanói. Además, Hưng Yên posee dos islas sedimentarias cerca de Hanói, que incluyen las comunas de Phú Cường y Hùng Cường.
Hưng Yên limita con el distrito de Kim Động al norte y con el distrito de Tiên Lữ al este. El río Rojo es el límite natural entre la provincia de Hưng Yên y los distritos Lý Nhân y Duy Tiên de la provincia de Hà Nam. La Ruta Nacional 38 y el puente Yên Lệnh conectan la ciudad con la Ruta Nacional 1 a través del río Rojo.

## Demografía
En 2021, la ciudad de Hưng Yên tenía una población de 118 646 habitantes. En concreto, todos están registrados como Kẻ Kinh.

## Cultura
En términos de creencias e historia, la zona de Phố Hiến es considerada una de las "cunas" de la Iglesia católica en Vietnam.
Según el documento histórico de la Iglesia Católica Romana y algunos registros de funcionarios anamitas, el obispo Pierre Lambert de la Motte había convocado el primer Concilio de Đàng-ngoày (Công-đồng Đàng-ngoày) aquí en 1670, y ese evento fue considerado como el comienzo de la historia cristiana en toda la provincia de Hưng Yên. Por lo tanto, desde el 23 de diciembre de 1673, la ciudad de Hưng Yên ha sido considerada una dirección tradicional para tener las reuniones regulares del Concilio de Dinh-Hiến (Công-đồng Dinh-Hiến), bajo la orden Apostolatus Officium del Papa Clemente X.
Actualmente, el territorio de la ciudad de Hưng Yên forma parte del decanato de Đông Hưng Yên, perteneciente a la diócesis de la catedral de Thái Bình.

## Turismo
La ciudad es mundialmente conocida (especialmente entre los historiadores) por Phố Hiến (una antigua ciudad portuaria ubicada en la zona). Aquí aún se conservan numerosas iglesias, templos, pagodas y otros edificios religiosos de origen asiático.
Nhãn lồng (fruto del ojo de dragón) es una de las especialidades de Hưng Yên.